# 柯杨 (1935年)
柯杨（1935年—2017年5月16日），原名柯肃代，男，甘肃兰州人，中国民间文学研究家，曾任中国民俗学会副理事长。